# Предмети праці
Предме́ти пра́ці — речі, на які спрямована праця і засоби праці з метою створення життєвих благ, тобто йдеться про речовину природи, сировину, напівфабрикати. Предмети праці визначаються конструкцією продукції, що випускається виробничою системою.
Предмети праці бувають двох видів:
1. Предмети праці дані самою природою (дерева в лісі, нафта в родовищі тощо).
2. Предмети праці опосередковані працею людини (дерево на деревообробному комбінаті, нафта на нафтопереробному заводі тощо). Останні називають сировиною.